# NGC 6166C
NGC 6166C (другие обозначения — MCG 7-34-48, PGC 58244) — эллиптическая галактика (E) в созвездии Геркулес.
Этот объект не входит в число перечисленных в оригинальной редакции «Нового общего каталога» и был добавлен позднее.